# Срулик

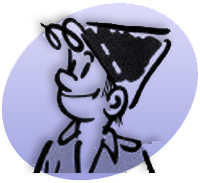
Срулик

Сру́лик (ивр. שרוליק‎) — карикатурный персонаж, национальная персонификация Израиля. Само имя «Срулик» является уменьшительным от имени «Израиль» на идише.

## История
Срулик в его привычном виде появился в 1956 году в работах израильского карикатуриста Кариэля Гардоша, известного под псевдонимом «Дош» и сотрудничавшего в периодических изданиях «Маарив» и «Ха-Олам ха-зе».
Внешность Срулика сильно отличается от принятых стереотипных образов еврея, в том числе растиражированных нацистской и арабской пропагандой, и призвана напоминать сабр — еврейских уроженцев Страны Израиля. Как правило, Срулик одет в мятую рубаху навыпуск, шорты или штаны военного покроя, «библейские» сандалии и кибуцную панаму («ко́ва те́мбель»), из-под которой выбивается непослушный кучерявый вихор. Во время военных конфликтов Срулик часто изображался в форме.
Сам Гардош так писал о появлении своего персонажа:

Главное переживание моей жизни — после тяжелейшей травмы, нанесенной Катастрофой, — это прибытие на Землю Израиля. Я был обязан найти способ выражения этого уникального переживания. И я нашел Срулика… Образ, который родился у меня в результате воссоединения со своим народом. Мне выпала честь стать частью великого исторического события: создания Государства Израиль.

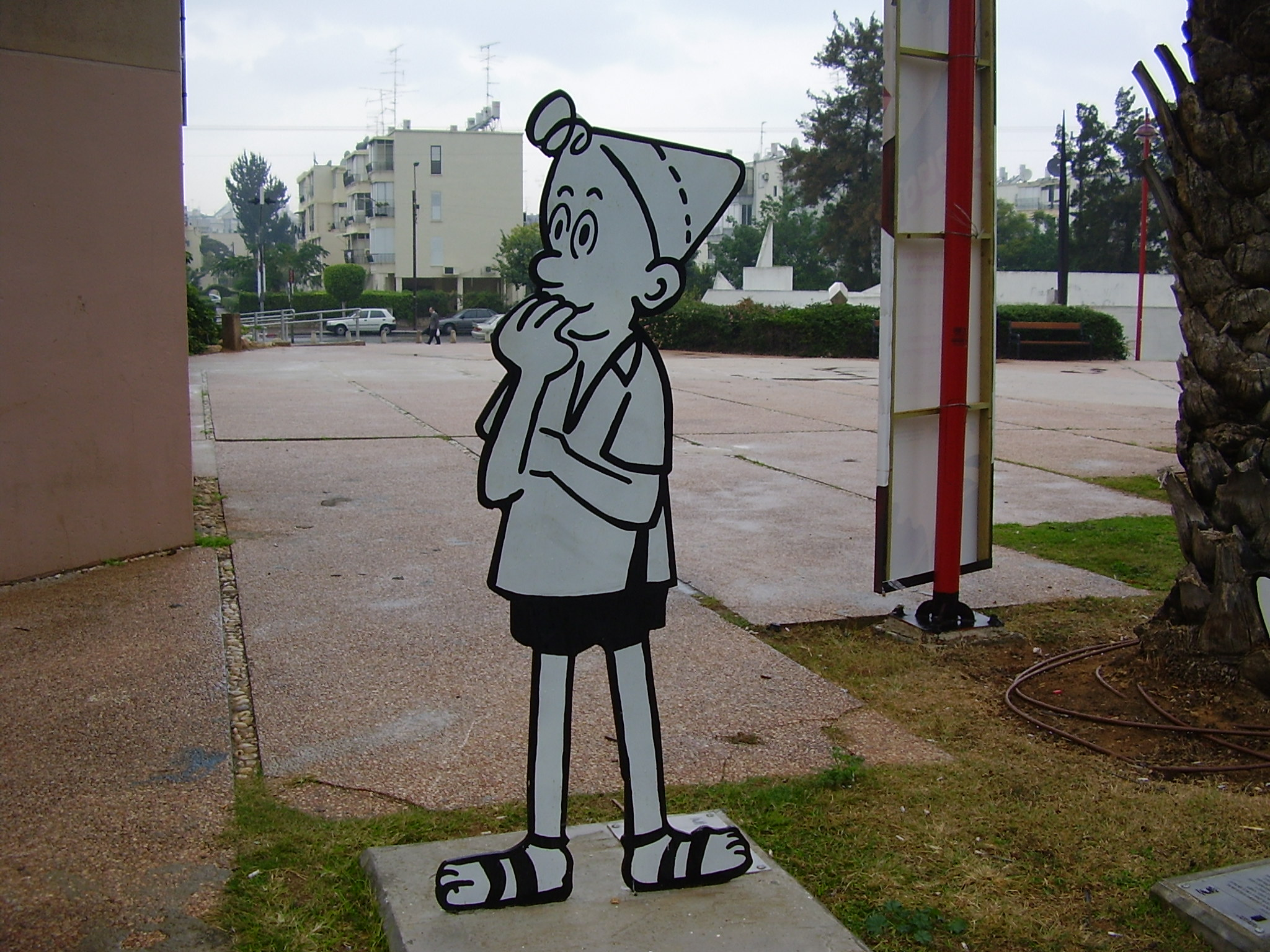
Фигура Срулика у входа в Музей карикатуры и комикса в Холоне

Срулик стал персонажем тысяч шаржей и карикатур, последняя из которых осталась неоконченной в день смерти его автора в 2000 году. В 1997 году образ Срулика был увековечен на почтовой марке, выпущенной к 50-летию Израиля.

## Ревизия национального символа
Поскольку образ сабры-кибуцника как персонификация Государства Израиль, с точки зрения многих израильтян, устарел, почта Израиля объявила конкурс на лучший образ нового израильтянина, который был бы увековечен на марке, планировавшейся к выпуску на шестидесятилетие независимости. В апреле 2008 года марка с изображением автора Эли Кармели поступила в оборот под названием «Израильтянин».